# Cenair Maicá

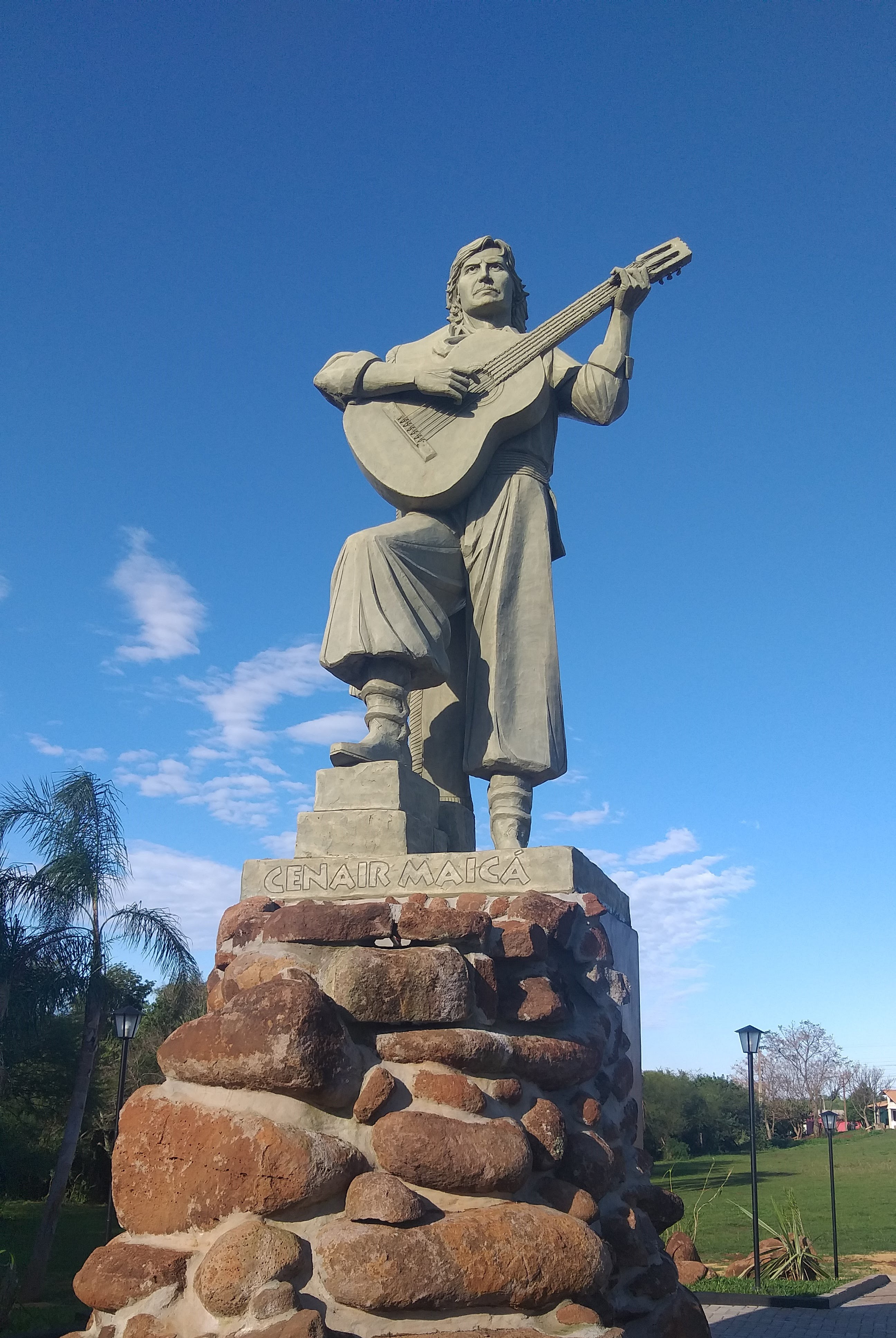
Monumento a Cenair Maicá, localizado em São Miguel das Missões.

Cenair Maicá (Tucunduva, 3 de maio de 1947 - Porto Alegre, 2 de janeiro de 1989) foi um cantor e instrumentista brasileiro de música nativista. Conhecido por cantar a natureza e os índios, foi um dos quatro troncos missioneiros ao lado de Jaime Caetano Braun, Pedro Ortaça e Noel Guarany. Era irmão do também músico Valdomiro Maicá.

## Biografia
Nasceu em Água Fria, em Tucunduva, distrito de Santa Rosa (atual município de Novo Machado), filho de Armando Maicá, o "seu Mandico", e Orcina Lamarque Maicá. Aos três anos, mudou-se com sua família para a província de Misiones, na Argentina, para viver em carreiras, acampamentos de extração de madeira às margens do rio Uruguai. Foi com os peões argentinos e paraguaios que trabalhavam com seu pai que Cenair aprendeu os primeiros acordes de violão. Cursou o primário no colégio General Belgrano, em Três Pedras, Oberá.
Passou a maior parte de sua vida em Santo Ângelo, onde começou sua carreira musical com o irmão Adelque já aos 10 anos. Tornou-se conhecido ao vencer o 7º Festival do Folclore Correntino, em 1970, em São Tomé, na Argentina, com a música Fandango na Fronteira. Apresentou-se junto do compositor da canção, Noel Guarany, e a vitória garantiu aos dois a gravação do disco compacto Filosofia de Gaudério (1970). Trabalhou com José Mendes e depois com Noel Guarany. Cenair gravou um compacto duplo e quatro LP, dois deles reeditados em CD.
Pela canção Canto dos Livres, foi censurado pela Ditadura Militar, que impediu sua apresentação e execução nas rádios, chegando a ter discos apreendidos.
Além de cantor, foi representante de vendas das máquinas de escrever Olivetti e apresentou programas nas rádios Repórter, de Ijuí, Sepé Tiarajú, de Santo Ângelo, e Liberdade FM, de Viamão.
Aos 17 anos, num acidente, perdeu um rim, o que veio, mais tarde, a comprometer sua saúde e influenciar no seu prematuro falecimento, que ocorreu em 02 de janeiro de 1989, aos 41 anos, devido a uma infecção hospitalar contraída durante a colocação de uma prótese femural. Os problemas de saúde haviam começado em 1984, quando rim que lhe restara começou a falhar e Cenair precisou fazer hemodiálise, o que o deixou ainda mais debilitado. Chegou a fazer um transplante de rim em 1985, doado pelo irmão Darci Maicá.
Casou-se duas vezes: com Maria Geceli teve os filhos Potiguara, Patrício e Miguel Caraí e, com Issara Hactz, os filhos Catira e Gabriel.
Seus restos mortais encontram-se na cidade de Santo Ângelo, onde existe um memorial em sua homenagem na entrada do Cemitério Municipal.

## Discografia
- 1970 - Filosofia de Gaudério (com Noel Guarany)
- 1970 - Belezas missioneiras[3] (Solar Discos)
- 1978 - Rio de Minha Infância (Companhia Industrial de Discos/Itamaraty)
- 1980 - Caminhos (Rodeio/WEA)
- 1983 - Canto dos Livres (Rodeio/WEA)
- 1985 - Companheira Liberdade (Rodeio/WEA)
- 1985 - Meu Canto (Gravações Elétricas/Continental)
- 1988 - Troncos Missioneiros (com Noel Guarany, Jayme Caetano Braun e Pedro Ortaça) (Discoteca)

## Homenagens
Dá nome à RS-536, no noroeste do Rio Grande do Sul. A estrada conecta a BR-285 a São Miguel das Missões, onde Maicá viveu nos anos 1970 e onde administrou um restaurante frequentado pelos turistas. Na cidade missioneira, foi erguida uma estátua do cantor em fevereiro de 2021, com quatro metros de altura e quatro toneladas de concreto armado. A obra foi realizada com uma campanha de arrecadação e o apoio da prefeitura, com execução do escultor Vinicius Ribeiro, que também fez monumentos de artistas como Jayme Caetano Braun, Mano Lima e Noel Guarany.

Maicá também dá nome a travessas na cidade natal, Tucunduva, e em Santo Ângelo, onde há um busto do cantor e um mausoléu onde estão seus restos mortais. Em São Luiz Gonzaga, um palco tem seu nome.